# پیاکوتو
پیاکوتو (روسی: Пякуто) یک دریاچه در ناحیه خودگردان یامالو-ننتس کشور روسیه است.